# Serans (Oise)
Pour l’article homonyme, voir Serans (Orne).
Serans est une commune française située dans le département de l'Oise, en région Hauts-de-France.

## Géographie
Serans est une commune du Vexin français située à 6 km de Magny-en-Vexin, à 12 km de Chaumont-en-Vexin et à 13 km de Gisors.
Le sentier de grande randonnée GR 125 traverse la commune.
| Montjavoult       | Delincourt                | Boubiers                   |
| Montagny-en-Vexin | Serans                    | Hadancourt-le-Haut-Clocher |
|                   | Magny-en-Vexin Val-d'Oise | Nucourt Val-d'Oise         |

### Hydrographie
La commune est située dans le bassin Seine-Normandie. Elle n'est drainée par aucun cours d'eau,.

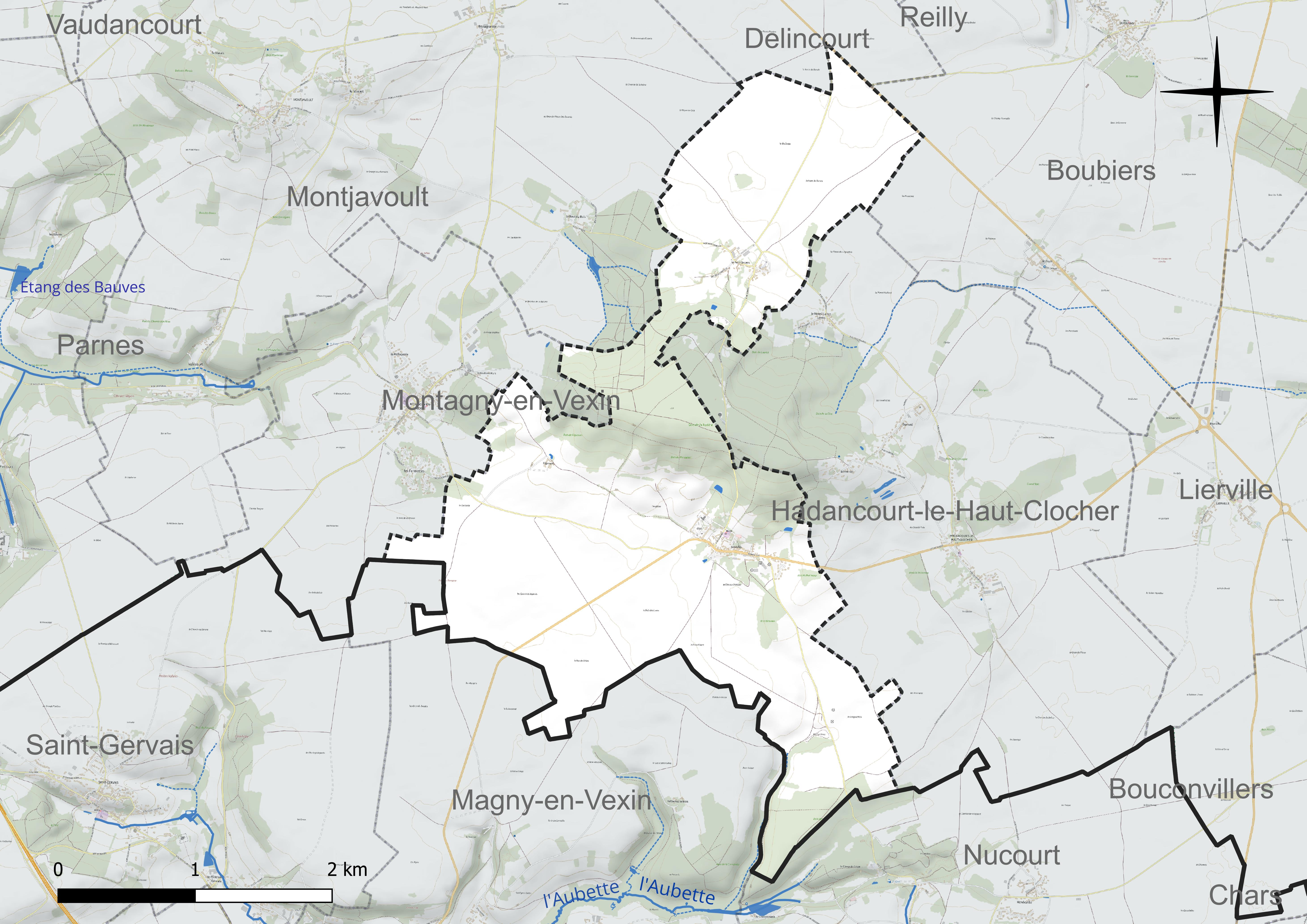
Réseau hydrographique de Serans.

### Climat
Pour des articles plus généraux, voir Climat des Hauts-de-France et Climat de l'Oise.
En 2010, le climat de la commune est de type climat océanique dégradé des plaines du Centre et du Nord, selon une étude du CNRS s'appuyant sur une série de données couvrant la période 1971-2000. En 2020, Météo-France publie une typologie des climats de la France métropolitaine dans laquelle la commune est exposée à un climat océanique et est dans la région climatique  Sud-ouest du bassin Parisien, caractérisée par une faible pluviométrie, notamment au printemps (120 à 150 mm) et un hiver froid (3,5 °C). 
Pour la période 1971-2000, la température annuelle moyenne est de 10,6 °C, avec une amplitude thermique annuelle de 14,5 °C. Le cumul annuel moyen de précipitations est de 749 mm, avec 12,2 jours de précipitations en janvier et 8,5 jours en juillet. Pour la période 1991-2020, la température moyenne annuelle observée sur la station météorologique la plus proche, située sur la commune de Jaméricourt à 14 km à vol d'oiseau, est de 11,0 °C et le cumul annuel moyen de précipitations est de 695,7 mm,. Pour l'avenir, les paramètres climatiques de la commune estimés pour 2050 selon différents scénarios d'émission de gaz à effet de serre sont consultables sur un site dédié publié par Météo-France en novembre 2022.

## Urbanisme

### Typologie
Au 1er janvier 2024, Serans est catégorisée commune rurale à habitat dispersé, selon la nouvelle grille communale de densité à sept niveaux définie par l'Insee en 2022.
Elle est située hors unité urbaine. Par ailleurs la commune fait partie de l'aire d'attraction de Paris, dont elle est une commune de la couronne,. 

### Occupation des sols
L'occupation des sols de la commune, telle qu'elle ressort de la base de données européenne d'occupation biophysique des sols Corine Land Cover (CLC), est marquée par l'importance des territoires agricoles (81,1 % en 2018), en augmentation par rapport à 1990 (80,2 %). La répartition détaillée en 2018 est la suivante : 
terres arables (74,7 %), forêts (18,4 %), zones agricoles hétérogènes (6,4 %), zones urbanisées (0,4 %). L'évolution de l'occupation des sols de la commune et de ses infrastructures peut être observée sur les différentes représentations cartographiques du territoire : la carte de Cassini (XVIIIe siècle), la carte d'état-major (1820-1866) et les cartes ou photos aériennes de l'IGN pour la période actuelle (1950 à aujourd'hui).

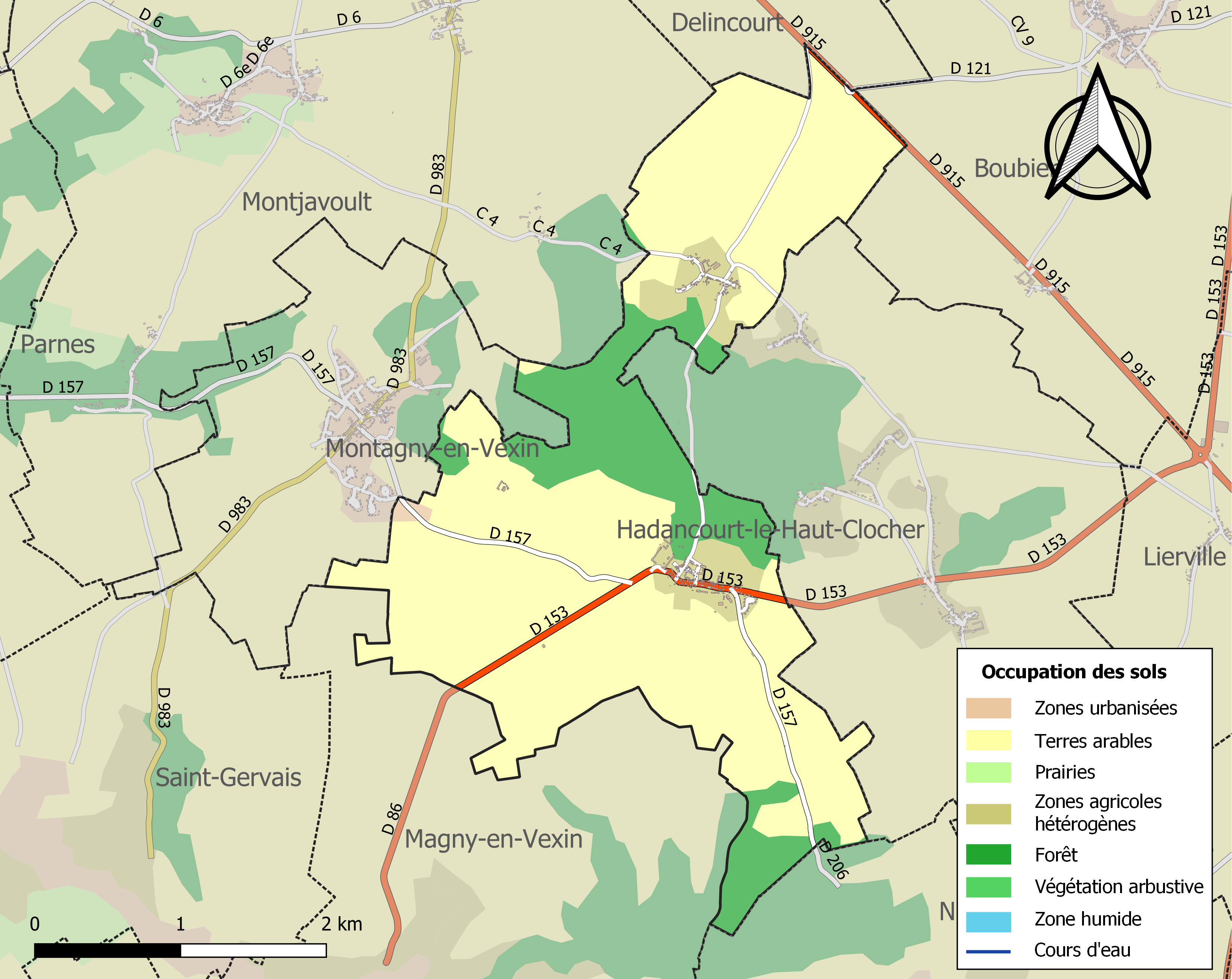
Carte des infrastructures et de l'occupation des sols de la commune en 2018 (CLC).

### Voies de communication et transports
La commune est desservie, en 2023, par les lignes 6106 et 6136 du réseau interurbain de l'Oise.

## Toponymie
Le nom de la localité est mentionné sous la forme Seranciae en 1060[réf. nécessaire]

## Histoire
Serans portait le nom de Serans-le-Boutillier au début du XIXe siècle.

## Politique et administration

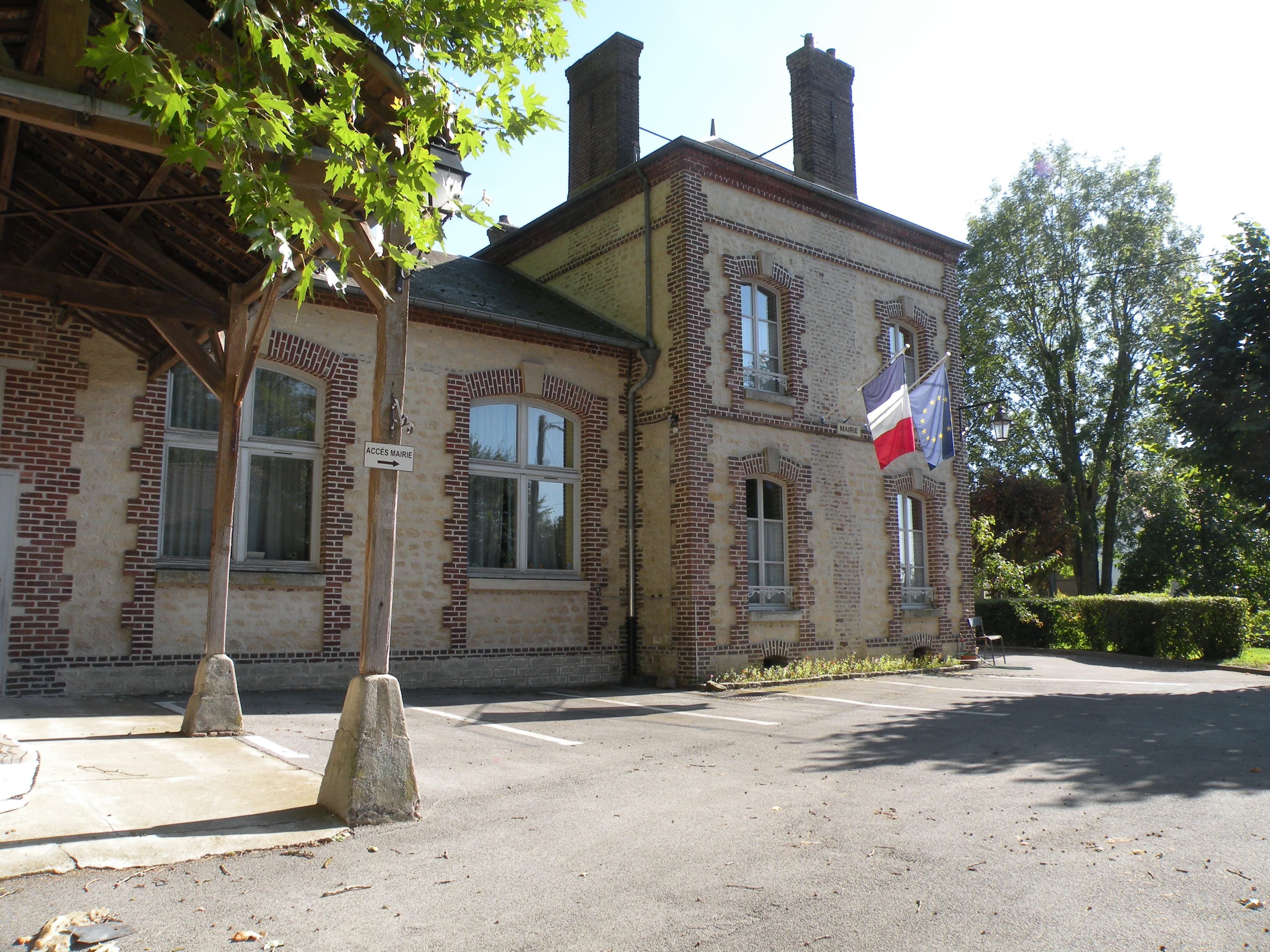
La mairie.

| Période                                  | Période                       | Identité              | Étiquette | Qualité           |
| ---------------------------------------- | ----------------------------- | --------------------- | --------- | ----------------- |
| Les données manquantes sont à compléter. |                               |                       |           |                   |
| avant 1988                               | ?                             | Jean-Charles Dumesnil |           |                   |
| mars 2001                                | 2014                          | Gérard Lagniaux       |           | chef d'entreprise |
| 2014                                     | En cours (au 10 octobre 2014) | Oswald Vandeputte     |           |                   |

## Population et société

### Démographie

#### Évolution démographique
L'évolution du nombre d'habitants est connue à travers les recensements de la population effectués dans la commune depuis 1793. Pour les communes de moins de 10 000 habitants, une enquête de recensement portant sur toute la population est réalisée tous les cinq ans, les populations de référence des années intermédiaires étant quant à elles estimées par interpolation ou extrapolation. Pour la commune, le premier recensement exhaustif entrant dans le cadre du nouveau dispositif a été réalisé en 2005.

En 2022, la commune comptait 187 habitants, en évolution de −16,14 % par rapport à 2016 (Oise : +0,87 %, France hors Mayotte : +2,11 %).
| 1793 | 1800 | 1806 | 1821 | 1831 | 1836 | 1841 | 1846 | 1851 |
| ---- | ---- | ---- | ---- | ---- | ---- | ---- | ---- | ---- |
| 366  | 356  | 391  | 385  | 387  | 400  | 394  | 398  | 374  |

| 1856 | 1861 | 1866 | 1872 | 1876 | 1881 | 1886 | 1891 | 1896 |
| ---- | ---- | ---- | ---- | ---- | ---- | ---- | ---- | ---- |
| 332  | 360  | 314  | 339  | 316  | 334  | 322  | 315  | 290  |

| 1901 | 1906 | 1911 | 1921 | 1926 | 1931 | 1936 | 1946 | 1954 |
| ---- | ---- | ---- | ---- | ---- | ---- | ---- | ---- | ---- |
| 288  | 306  | 344  | 325  | 320  | 340  | 334  | 323  | 300  |

| 1962 | 1968 | 1975 | 1982 | 1990 | 1999 | 2005 | 2006 | 2010 |
| ---- | ---- | ---- | ---- | ---- | ---- | ---- | ---- | ---- |
| 231  | 259  | 164  | 242  | 243  | 241  | 225  | 224  | 234  |

| 2015 | 2020 | 2022 | - | - | - | - | - | - |
| ---- | ---- | ---- | - | - | - | - | - | - |
| 223  | 197  | 187  | - | - | - | - | - | - |

#### Pyramide des âges
La population de la commune est relativement âgée.
En 2018, le taux de personnes d'un âge inférieur à 30 ans s'élève à 25,9 %, soit en dessous de la moyenne départementale (37,3 %). À l'inverse, le taux de personnes d'âge supérieur à 60 ans est de 33,6 % la même année, alors qu'il est de 22,8 % au niveau départemental.
En 2018, la commune comptait 102 hommes pour 112 femmes, soit un taux de 52,34 % de femmes, légèrement supérieur au taux départemental (51,11 %).
Les pyramides des âges de la commune et du département s'établissent comme suit.
| Hommes | Classe d’âge | Femmes |
| ------ | ------------ | ------ |
| 1,1    | 90 ou +      | 1,0    |
| 7,4    | 75-89 ans    | 10,7   |
| 22,3   | 60-74 ans    | 24,3   |
| 24,5   | 45-59 ans    | 22,3   |
| 20,2   | 30-44 ans    | 14,6   |
| 13,8   | 15-29 ans    | 11,7   |
| 10,6   | 0-14 ans     | 15,5   |

| Hommes | Classe d’âge | Femmes |
| ------ | ------------ | ------ |
| 0,5    | 90 ou +      | 1,4    |
| 5,5    | 75-89 ans    | 7,6    |
| 15,6   | 60-74 ans    | 16,3   |
| 20,8   | 45-59 ans    | 20     |
| 19,4   | 30-44 ans    | 19,4   |
| 17,6   | 15-29 ans    | 16,2   |
| 20,6   | 0-14 ans     | 19,1   |

## Héraldique
| Armes de Serans | Les armes de Serans se blasonnent ainsi : D'hermine au franc quartier d'azur chargé de trios fermaux d'or |

## Lieux et monuments

### Monuments historiques

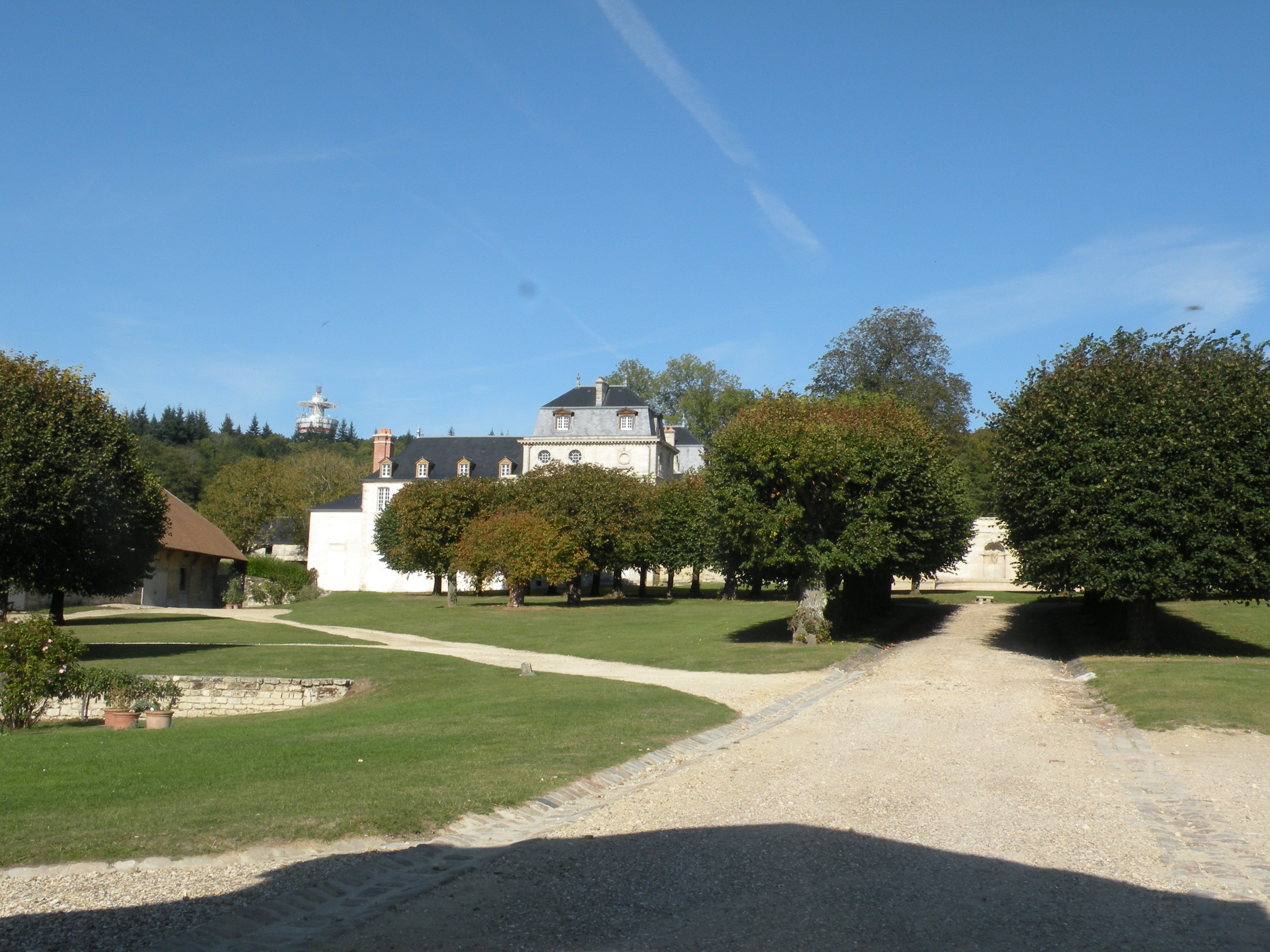
Château de Serans.

Serans compte deux monuments historiques sur son territoire.
- Église Saint-Denis (classée monument historique par arrêté du 7 mars 1908[19]) : L'on ignore pratiquement tout de son histoire. La partie la plus ancienne est le clocher en bâtière, qui est de style roman, et date de la première moitié du XIIe siècle. Le chœur de cette époque fut remplacé quelques années plus tard par une travée voûtée d'ogives. L'église Saint-Denis compte ainsi parmi les quarante églises de l'Oise qui possèdent des voûtes d'ogives romanes. Mais c'est tout ce qui subsiste de cette époque : la seconde travée du chœur, qui se termine par un chevet plat, a été ajoutée au début du XIIIe siècle, et le croisillon sud et la chapelle latérale sud ont été construits, ou reconstruits, sous la même campagne de travaux. La plupart des chapiteaux sont malheureusement abîmés, ou ont été resculptés au XIXe siècle, et la seconde travée du chœur a perdu toute son authenticité lors d'une restauration radicale à cette époque. Mieux conservés sont le croisillon et la chapelle latérale nord, qui sont issus de la reconstruction après la guerre de Cent Ans au début du XVIe siècle. C'est quelques années plus tard que l'on entreprit la construction de la nef et des bas-côtés actuels. À la fois étroite et élevée, éclairée par des fenêtres hautes, la nef affiche le style gothique flamboyant à son apogée. La pureté stylistique des éléments flamboyants surprend en ce second quart du XVIe siècle, d'autant plus que la Renaissance est déjà bien présente avec les dais des niches à statues au-dessus des piliers, et les clés de voûte des bas-côtés. La nef de Serans est certes la réalisation la plus impressionnante parmi les nefs flamboyantes en milieu rural dans le Vexin. Ceci vaut également pour sa façade, qui se distingue par son ordonnancement sur trois plans séparés par des balustrades, et son décor exubérant, même si elle n'est pas exempte de petites maladresses[20].
- Château du XIXe siècle avec ferme des années 1620 et parc (inscrit monument historique par arrêté du 31 octobre 1997[21]).

### Autres éléments du patrimoine
- Chapelle Saint-Nicolas au Petit-Serans.